# Nele Reymen
Nele Reymen (1983) is een Vlaams auteur.

## Biografie
Reymen studeerde architectuur maar is tegenwoordig fulltime schrijver. Naast het schrijven van boeken is ze ook columnschrijfster van een duizendtal columns en artikels onder andere voor Flair, Weekend Knack en Het Belang van Limburg.
Ze is tevens de zus van MNM-presentatrice Ann Reymen.

## Publicaties
- Kit met peren (2009), roman
- Mangat (2011), roman[5]
- Verloren brood (2015), roman